# Селянський поземельний банк

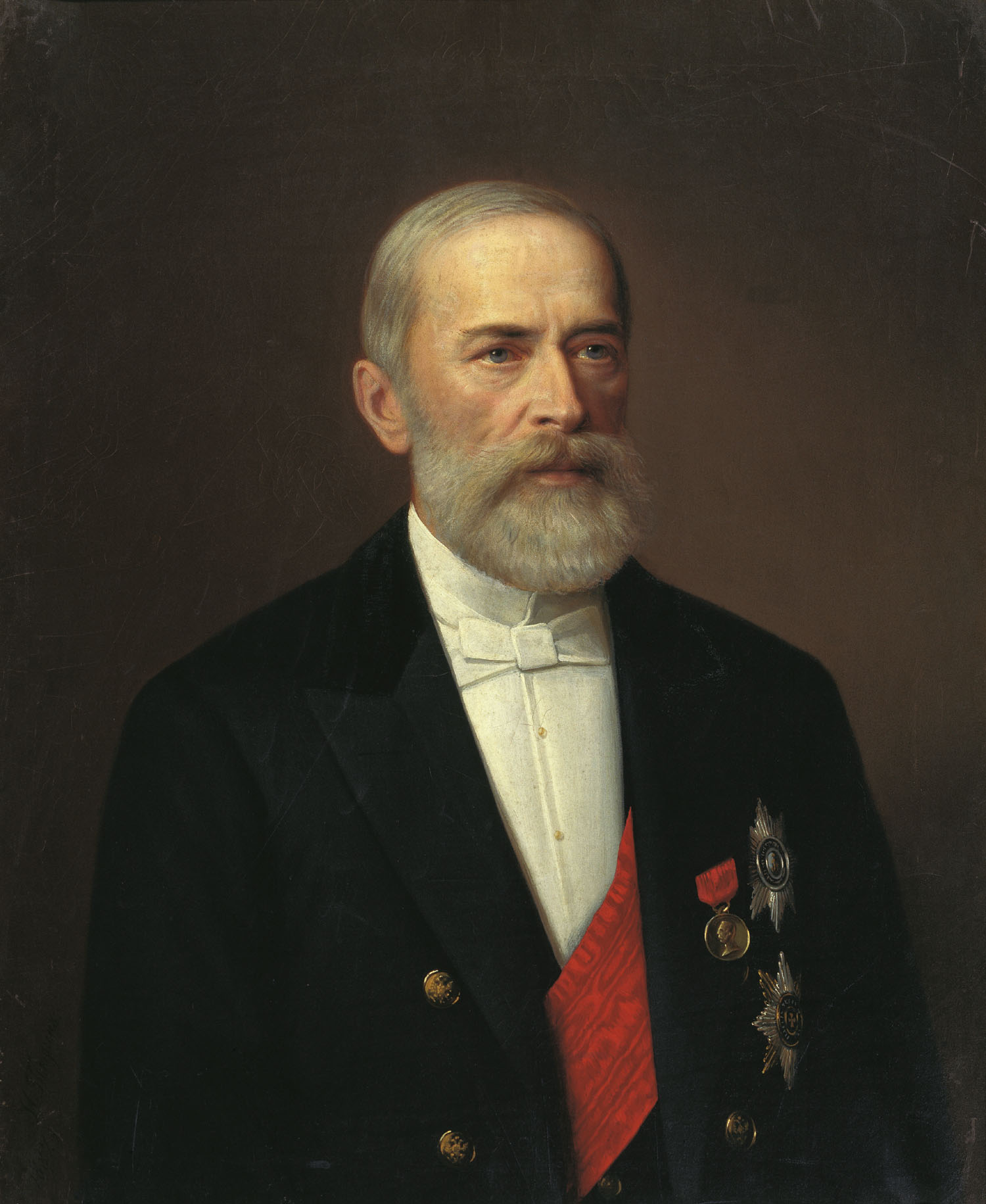
Н.Х.Бунге

Селя́нський ба́нк — державний іпотечний банк в Росії, заснований в 1882 року, існував до 1917 року, видавав довгострокові позики селянам для набуття ними земель у приватне володіння.
Роль селянського банку особливо зросла в період проведення столипінської аграрної реформи; володіючи великими капіталами й земельними фондами, банк виступав засобом господарської політики, спрямовував ресурси на розширення посівних площ, введення в обіг менш продуктивних ґрунтів тощо.
Спершу головними покупцями землі були селянські громади (ледве 2% індивідуальні власники).
У 1895 одержав право купувати землю у поміщиків на власний розрахунок. У 1895–1905 роках він купив у них 961 500 десятин землі (пересічно по 71 карбованцю за 1 десятину, одночасно ціна на десятину підскочила з 49 до 111 карбованців).
За законами від 3 листопада 1905 року та від 15 листопада 1906 року амортизацію позик на купівлю землі розстрочено на 55 літ, а відсоток за позику знижено до 4,5%. Тоді Селянський поземельний банк був допоміжний у реалізації столипінської аграрної реформи й у творенні хутірського та відрубного землеволодіння. Разом з тим збільшувалася кількість землі, що була у власності Селянського поземельного банку, і землі, яку він продав селянам (майже винятково індивідуальним власникам) — у 1906–1916 роках 4,6 млн десятин.
В Україні мав свої філії по губернських містах. За час з 1 січня 1906 року до 1 травня 1910 року в його диспозиції було в Україні 663 479 десятин землі, зокрема 505 212 він купив у поміщиків. Від 1907 року до 1 червня 1910 року Селянський поземельний банк продав селянству 460 550 десятин (переважно багатшому).
Селянський поземельний банк ліквідовано радянською владою декретом від 8 грудня 1918 року.